# Wanden-dakmethode

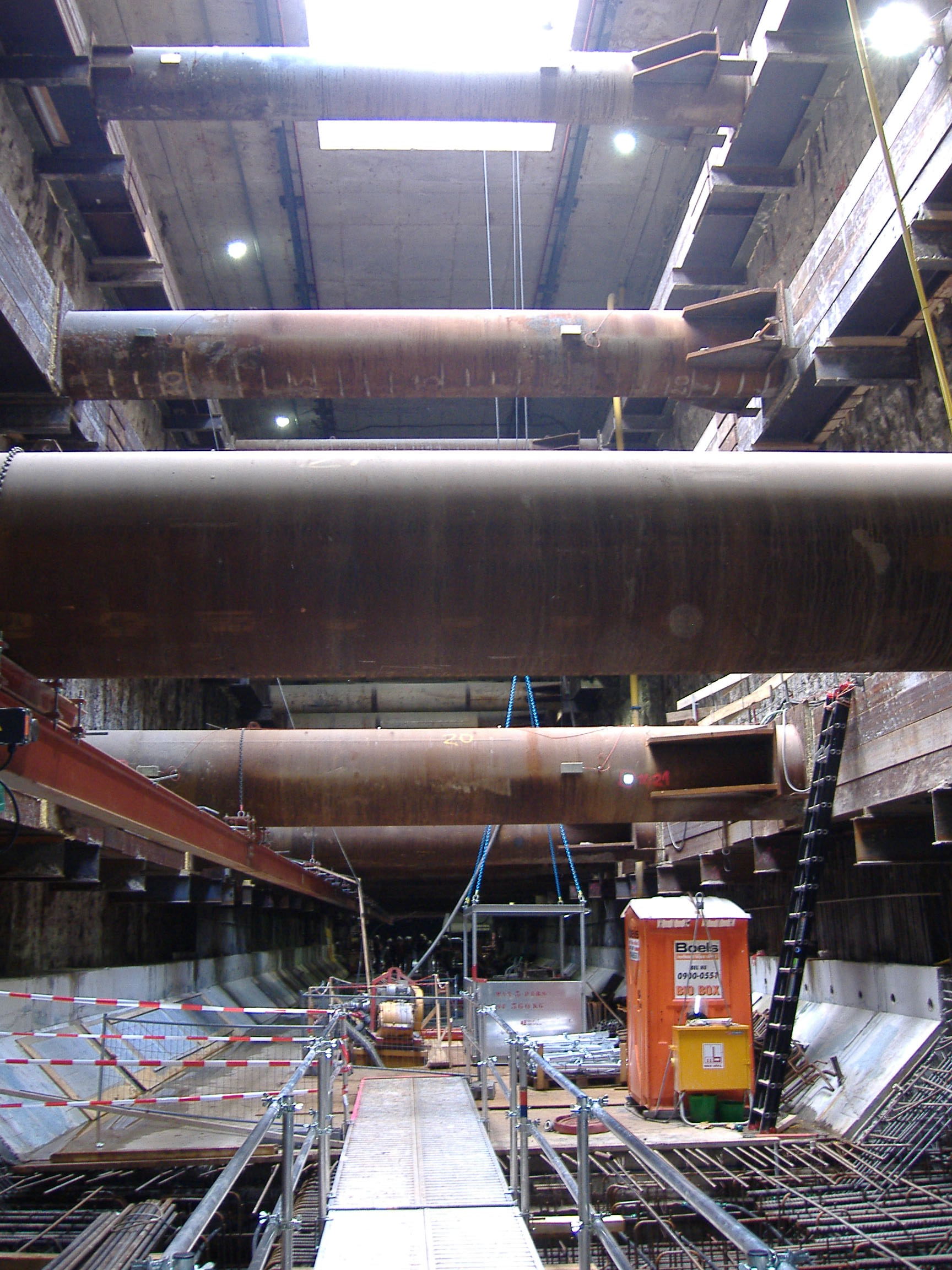
Station Ceintuurbaan van de Amsterdamse Noord-Zuid metrolijn wordt met de wanden-dakmethode gebouwd met steun van horizontale stempels, mei 2008

De wanden-dakmethode is een methode om ondergrondse constructies, zoals tunnels te bouwen. De methode wordt vooral toegepast wanneer de hinder op het maaiveld beperkt moet blijven. Een voorbeeld van een toepassing in Nederland is de Haagse tramtunnel. Ook de Willem van Oranjetunnel in Delft, die het spoorviaduct aldaar heeft vervangen, is volgens deze methode gebouwd en is in 2015 operationeel.
Bij de wanden-dakmethode worden eerst de wanden (ondergronds) gerealiseerd, bijvoorbeeld door toepassing van damwanden, diepwanden, combiwanden of groutpalen, waarna tussen deze wanden, op maaiveldniveau, een dak wordt gebouwd en afgewerkt. Het maaiveld is dan weer beschikbaar voor andere functies zoals verkeer of vervoer. Ten slotte wordt onder het dak de grond ontgraven, zover de vervormingen in de zijwanden het toelaten. Waar nodig wordt een tussenvloer of tijdelijke horizontale stempeling toegebracht, die deze vervormingen opvangt. Vervolgens kan worden doorgegraven en wordt de ondergrondse constructie afgebouwd. Eventueel kan ook de bouw van het dak verder gefaseerd worden gerealiseerd, waardoor een nog kleiner werkoppervlak nodig is en de hinder nog verder wordt beperkt.

## Toepassingen
De wanden-dakmethode kan worden toegepast bij:
- bouw van tunnels en/of stations voor tram- of metrolijnen in drukke winkelstraten
- bouw van verkeerstunnels die een spoorbaan kruisen
- bouw van tunnels die start- en landingsbanen kruisen

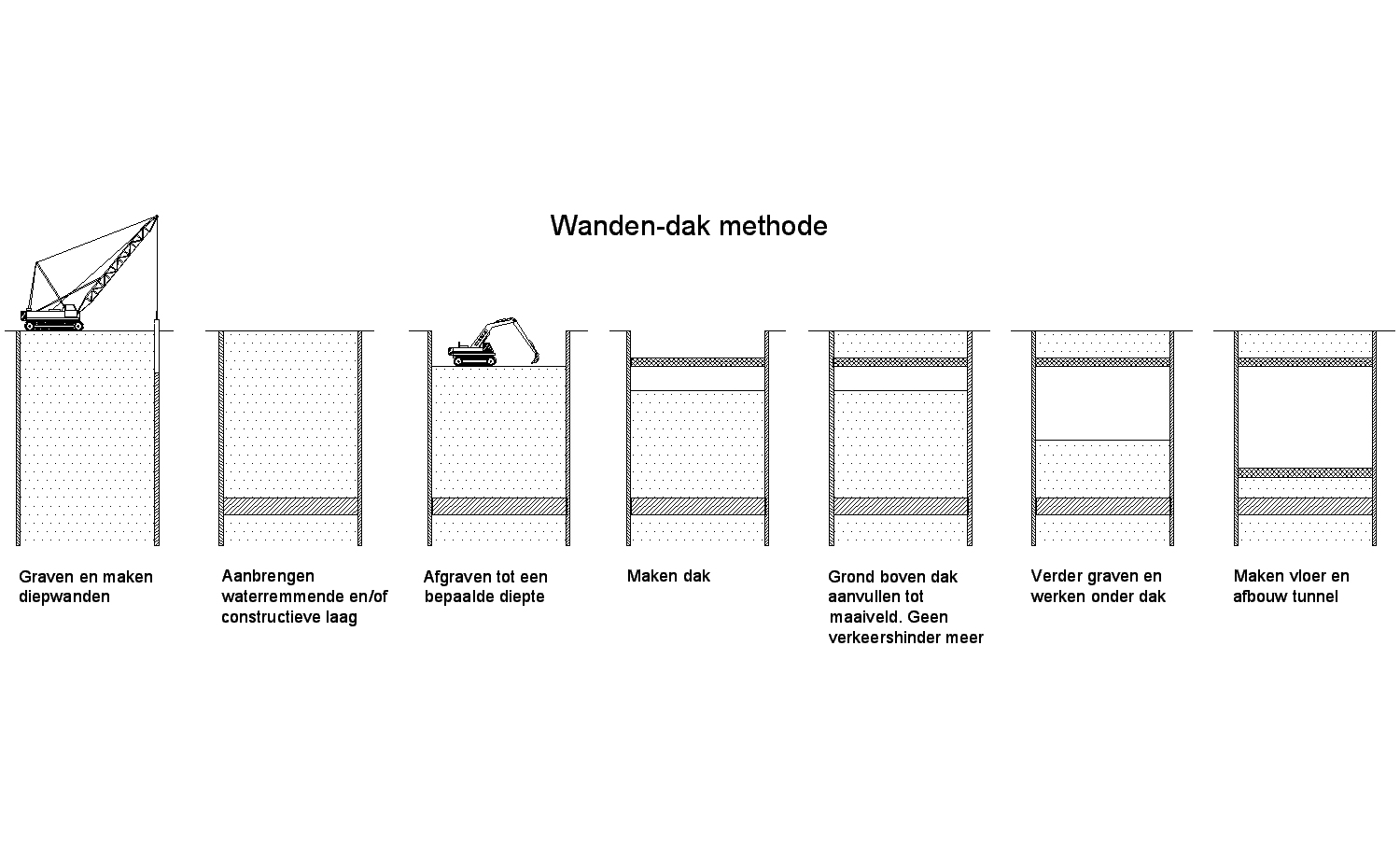